# Sarcophaga magensi
Sarcophaga magensi är en tvåvingeart som beskrevs av Tadao Kano 1957. Sarcophaga magensi ingår i släktet Sarcophaga och familjen köttflugor. Inga underarter finns listade i Catalogue of Life.